# Cupa Cupelor 1989-1990
Sezonul 1989-1990 al Cupei Cupelor a fost câștigat de Sampdoria, care a învins-o în finală pe Anderlecht.

## Runda preliminară
| Echipa 1     | Scor gen. | Echipa 2      | Tur | Retur |
| ------------ | --------- | ------------- | --- | ----- |
| Chernomorets | 3–5       | Dinamo Tirana | 3–1 | 0–4   |

### Prima manșă
| Chernomorets                                | 3 – 1 | Dinamo Tirana |
| ------------------------------------------- | ----- | ------------- |
| Petkov 25' Stoyanov 53' Pumpalov 71' (pen.) |       | Demollari 69' |

### A doua manșă
| Dinamo Tirana                               | 4 – 0 | Chernomorets |
| ------------------------------------------- | ----- | ------------ |
| Canaj 46' Abazi 62' Jance 68' Demollari 71' |       |              |

## Prima rundă
| Echipa 1          | Scor gen. | Echipa 2          | Tur  | Retur      |
| ----------------- | --------- | ----------------- | ---- | ---------- |
| Real Valladolid   | 6–0       | Ħamrun Spartans   | 5–0  | 1–0        |
| Union Luxemburg   | 0–5       | Djurgårdens       | 0–0  | 0–5        |
| Belenenses        | 1–4       | AS Monaco         | 1–1  | 0–3        |
| Valur             | 2–4       | Dinamo Berlin     | 1–2  | 1–2        |
| Beșiktaș          | 1–3       | Borussia Dortmund | 0–1  | 1–2        |
| Brann             | 0–3       | Sampdoria         | 0–2  | 0–1        |
| Torpedo Moscova   | 6–0       | Cork City         | 5–0  | 1–0        |
| Slovan Bratislava | 3–4       | Grasshopper       | 3–0  | 0–4 (d.p.) |
| Anderlecht        | 10–0      | Ballymena United  | 6–0  | 4–0        |
| Barcelona         | 2–1       | Legia Varșovia    | 1–1  | 1–0        |
| Admira Wacker     | 3–1       | AEL Limassol      | 3–0  | 0–1        |
| Ferencváros       | 6–2       | Haka              | 5–1  | 1–1        |
| Panathinaikos     | 6–5       | Swansea City      | 3–2  | 3–3        |
| Dinamo Tirana     | 1–2       | Dinamo București  | 1–0  | 0–2        |
| Groningen         | 3–1       | Ikast             | 1–0  | 2–1        |
| Partizan          | 6–6 (a)   | Celtic            | 2–11 | 4–5        |

### Prima manșă
| Real Valladolid                             | 5 – 0 | Ħamrun Spartans |
| ------------------------------------------- | ----- | --------------- |
| Albis 22', 70' Valverde 38', 46' Ayarza 59' |       |                 |

| Union Luxemburg | 0 – 0 | Djurgårdens |
| --------------- | ----- | ----------- |
|                 |       |             |

| Belenenses | 1 – 1 | AS Monaco |
| ---------- | ----- | --------- |
| Adão 55'   |       | Díaz 70'  |

| Valur         | 1 – 2 | Dinamo Berlin      |
| ------------- | ----- | ------------------ |
| Áskelsson 37' |       | Bonan 70' Thom 75' |

| Beșiktaș | 0 – 1 | Borussia Dortmund |
| -------- | ----- | ----------------- |
|          |       | Mill 13'          |

| Brann | 0 – 2 | Sampdoria              |
| ----- | ----- | ---------------------- |
|       |       | Vialli 40' Mancini 55' |

| Torpedo Moscova                                                   | 5 – 0 | Cork City |
| ----------------------------------------------------------------- | ----- | --------- |
| Grechnyov 24', 40' (pen.) Savichev 27' Chugunov 34' Afanasyev 72' |       |           |

| Slovan Bratislava                               | 3 – 0 | Grasshopper |
| ----------------------------------------------- | ----- | ----------- |
| Timko 35' Vankovič 53' (pen.) Tittel 88' (pen.) |       |             |

| Anderlecht                                                        | 6 – 0 | Ballymena United |
| ----------------------------------------------------------------- | ----- | ---------------- |
| Ukkonen 11' Nilis 16', 35' Van Der Linden 47', 52' Guðjohnsen 85' |       |                  |

| Barcelona         | 1 – 1 | Legia Varșovia |
| ----------------- | ----- | -------------- |
| Koeman 85' (pen.) |       | Latka 25'      |

| Admira Wacker                    | 3 – 0 | AEL Limassol |
| -------------------------------- | ----- | ------------ |
| Schaub 80' Knaller 86' Rodax 89' |       |              |

| Ferencváros                                            | 5 – 1 | Haka       |
| ------------------------------------------------------ | ----- | ---------- |
| Kincses 1' Limperger 10' Szeibert 29', 64' Dzurják 80' |       | Paavola 4' |

| Panathinaikos                 | 3 – 2 | Swansea City          |
| ----------------------------- | ----- | --------------------- |
| Vlachos 4', 53' Saravakos 38' |       | Raynor 63' Salako 80' |

| Dinamo Tirana | 1 – 0 | Dinamo București |
| ------------- | ----- | ---------------- |
| Canaj 53'     |       |                  |

| Groningen      | 1 – 0 | Ikast |
| -------------- | ----- | ----- |
| Koevermans 49' |       |       |

| Partizan                   | 2 – 1 | Celtic          |
| -------------------------- | ----- | --------------- |
| Milojević 21' Đurđević 55' |       | M. Galloway 42' |

### A doua manșă
| Ħamrun Spartans | 0 – 1 | Real Valladolid |
| --------------- | ----- | --------------- |
|                 |       | Chuchi 37'      |

| Djurgårdens                                          | 5 – 0 | Union Luxemburg |
| ---------------------------------------------------- | ----- | --------------- |
| Martinsson 54', 85' Nilsson 60' S. Galloway 80', 90' |       |                 |

| AS Monaco              | 3 – 0 | Belenenses |
| ---------------------- | ----- | ---------- |
| Weah 30', 35' Mège 40' |       |            |

| Dinamo Berlin      | 2 – 1 | Valur            |
| ------------------ | ----- | ---------------- |
| Ernst 23' Lenz 83' |       | Kristjansson 53' |

| Borussia Dortmund       | 2 – 1 | Beșiktaș     |
| ----------------------- | ----- | ------------ |
| Driller 16' Wegmann 85' |       | Gültiken 76' |

| Sampdoria   | 1 – 0 | Brann |
| ----------- | ----- | ----- |
| Katanec 75' |       |       |

| Cork City | 0 – 1 | Torpedo Moscova |
| --------- | ----- | --------------- |
|           |       | Savichev 12'    |

| Grasshopper                                | 4 – 0 (d.p.) | Slovan Bratislava |
| ------------------------------------------ | ------------ | ----------------- |
| Gren 10', 115' Egli 59' (pen.) Strudal 84' |              |                   |

| Ballymena United | 0 – 4 | Anderlecht                                   |
| ---------------- | ----- | -------------------------------------------- |
|                  |       | Vervoort 27', 87' Degryse 53' Guðjohnsen 84' |

| Legia Varșovia | 0 – 1 | Barcelona   |
| -------------- | ----- | ----------- |
|                |       | Laudrup 11' |

| AEL Limassol   | 1 – 0 | Admira Wacker |
| -------------- | ----- | ------------- |
| Sofokleous 43' |       |               |

| Haka        | 1 – 1 | Ferencváros |
| ----------- | ----- | ----------- |
| Paavola 75' |       | Keller 47'  |

| Swansea City                       | 3 – 3 | Panathinaikos                            |
| ---------------------------------- | ----- | ---------------------------------------- |
| James 31' (pen.) Melville 46', 66' |       | Dimopoulos 50' Saravakos 71', 89' (pen.) |

| Dinamo București       | 2 – 0 | Dinamo Tirana |
| ---------------------- | ----- | ------------- |
| Mateuț 8' Mihăescu 13' |       |               |

| Ikast                 | 1 – 2 | Groningen                 |
| --------------------- | ----- | ------------------------- |
| Kristensen 83' (pen.) |       | Meijer 35' Eijkelkamp 70' |

| Celtic                                     | 5 – 4 | Partizan                                          |
| ------------------------------------------ | ----- | ------------------------------------------------- |
| Dziekanowski 25', 47', 55', 80' Walker 65' |       | Vujačić 8' Đorđević 50' Ǵurovski 61' Šćepović 86' |

## A doua rundă
| Echipa 1          | Scor gen. | Echipa 2         | Tur | Retur |
| ----------------- | --------- | ---------------- | --- | ----- |
| Real Valladolid   | 4–2       | Djurgårdens      | 2–0 | 2–2   |
| AS Monaco         | 1–1 (a)   | Dinamo Berlin    | 0–0 | 1–1   |
| Borussia Dortmund | 1–3       | Sampdoria        | 1–1 | 0–2   |
| Torpedo Moscova   | 1–4       | Grasshopper      | 1–1 | 0–3   |
| Anderlecht        | 3–2       | Barcelona        | 2–0 | 1–2   |
| Admira Wacker     | 2–0       | Ferencváros      | 1–0 | 1–0   |
| Panathinaikos     | 1–8       | Dinamo București | 0–2 | 1–6   |
| Groningen         | 5–6       | Partizan         | 4–3 | 1–3   |

### Prima manșă
| Real Valladolid              | 2 – 0 | Djurgårdens |
| ---------------------------- | ----- | ----------- |
| Lundborg 30' (o.g.) Moya 33' |       |             |

| AS Monaco | 0 – 0 | Dinamo Berlin |
| --------- | ----- | ------------- |
|           |       |               |

| Borussia Dortmund | 1 – 1 | Sampdoria   |
| ----------------- | ----- | ----------- |
| Wegmann 64'       |       | Mancini 88' |

| Torpedo Moscova | 1 – 1 | Grasshopper |
| --------------- | ----- | ----------- |
| Savichev 28'    |       | Strudal 88' |

| Anderlecht               | 2 – 0 | Barcelona |
| ------------------------ | ----- | --------- |
| Janković 12' Degryse 46' |       |           |

| Admira Wacker | 1 – 0 | Ferencváros |
| ------------- | ----- | ----------- |
| Rodax 88'     |       |             |

| Panathinaikos | 0 – 2 | Dinamo București         |
| ------------- | ----- | ------------------------ |
|               |       | Răducioiu 58' Mateuț 68' |

| Groningen                                           | 4 – 3 | Partizan                      |
| --------------------------------------------------- | ----- | ----------------------------- |
| Meijer 16' ten Caat 35' Roossien 48' Koevermans 74' |       | Bajović 32' Ǵurovski 45', 83' |

### A doua manșă
| Djurgårdens              | 2 – 2 | Real Valladolid  |
| ------------------------ | ----- | ---------------- |
| Skoog 41' Martinsson 56' |       | Alberto 65', 72' |

| Dinamo Berlin | 1 – 1 (d.p.) | AS Monaco |
| ------------- | ------------ | --------- |
| Küttner 110'  |              | Díaz 117' |

| Sampdoria             | 2 – 0 | Borussia Dortmund |
| --------------------- | ----- | ----------------- |
| Vialli 74' (pen.) 88' |       |                   |

| Grasshopper                      | 3 – 0 | Torpedo Moscova |
| -------------------------------- | ----- | --------------- |
| Egli 33' Wiederkehr 35' Gren 79' |       |                 |

| Barcelona                   | 2 – 1 (d.p.) | Anderlecht         |
| --------------------------- | ------------ | ------------------ |
| Salinas 50' Begiristain 56' |              | Van Der Linden 97' |

| Ferencváros | 0 – 1 | Admira Wacker |
| ----------- | ----- | ------------- |
|             |       | Oberhofer 48' |

| Dinamo București                                    | 6 – 1 | Panathinaikos |
| --------------------------------------------------- | ----- | ------------- |
| Rednic 29' Mateuț 31', 49' Sabău 40', 50' Klein 89' |       | Samaras 34'   |

| Partizan                                | 3 – 1 | Groningen    |
| --------------------------------------- | ----- | ------------ |
| Ǵurovski 16' Milojević 83' Đurđević 90' |       | ten Caat 80' |

## Sferturi
| Echipa 1         | Scor gen.   | Echipa 2      | Tur | Retur      |
| ---------------- | ----------- | ------------- | --- | ---------- |
| Real Valladolid  | 0–0 (1–3 p) | AS Monaco     | 0–0 | 0–0 (d.p.) |
| Sampdoria        | 4–1         | Grasshopper   | 2–0 | 2–1        |
| Anderlecht       | 3–1         | Admira Wacker | 2–0 | 1–1        |
| Dinamo București | 4–1         | Partizan      | 2–1 | 2–01       |

Notes
- Note 1: This match was played at the Pod Gorica Stadium in Titograd instead of at FK Partizan's home ground in Belgrad since UEFA barred FK Partizan again from playing home meciuri within a 300 km radius of their home ground after more crowd trouble in the previous round's home tie vs FC Groningen.

### Prima manșă
| Real Valladolid | 0 – 0 | AS Monaco |
| --------------- | ----- | --------- |
|                 |       |           |

| Sampdoria                       | 2 – 0 | Grasshopper |
| ------------------------------- | ----- | ----------- |
| Vierchowod 13' Meier 84' (o.g.) |       |             |

| Anderlecht       | 2 – 0 | Admira Wacker |
| ---------------- | ----- | ------------- |
| Degryse 32', 39' |       |               |

| Dinamo București   | 2 – 1 | Partizan   |
| ------------------ | ----- | ---------- |
| Răducioiu 18', 57' |       | Spasić 70' |

### A doua manșă
| AS Monaco                     | 0 – 0 (d.p.) | Real Valladolid                  |
| ----------------------------- | ------------ | -------------------------------- |
|                               |              |                                  |
| Díaz · Touré · Fofana · Petit | 3 – 1        | Janković · Albis · Moya · Ayarza |

| Grasshopper | 1 – 2 | Sampdoria               |
| ----------- | ----- | ----------------------- |
| Wyss 67'    |       | Cerezo 43' Lombardo 81' |

| Admira Wacker | 1 – 1 | Anderlecht |
| ------------- | ----- | ---------- |
| Rodax 65'     |       | Nilis 57'  |

| Partizan | 0 – 2 | Dinamo București          |
| -------- | ----- | ------------------------- |
|          |       | Lupescu 52' Răducioiu 70' |

## Semifinale
| Echipa 1   | Scor gen. | Echipa 2         | Tur | Retur |
| ---------- | --------- | ---------------- | --- | ----- |
| AS Monaco  | 2–4       | Sampdoria        | 2–2 | 0–2   |
| Anderlecht | 2–0       | Dinamo București | 1–0 | 1–0   |

### Prima manșă
| AS Monaco         | 2 – 2 | Sampdoria             |
| ----------------- | ----- | --------------------- |
| Weah 44' Díaz 81' |       | Vialli 75' (pen.) 78' |

| Anderlecht | 1 – 0 | Dinamo București |
| ---------- | ----- | ---------------- |
| Nilis 65'  |       |                  |

### A doua manșă
| Sampdoria                  | 2 – 0 | AS Monaco |
| -------------------------- | ----- | --------- |
| Vierchowod 9' Lombardo 57' |       |           |

| Dinamo București | 0 – 1 | Anderlecht         |
| ---------------- | ----- | ------------------ |
|                  |       | Van Der Linden 60' |

## Finala
| Sampdoria        | 2 – 0 (d.p.) | Anderlecht |
| ---------------- | ------------ | ---------- |
| Vialli 105' 107' |              |            |

## Golgheteri
Golgheterii din sezonul 1989–90 sunt:
| Loc | Nume                | Echipă           | Goluri |
| --- | ------------------- | ---------------- | ------ |
| 1   | Gianluca Vialli     | Sampdoria        | 7      |
| 2   | Marc Degryse        | Anderlecht       | 4      |
| 2   | Milko Ǵurovski      | Partizan         | 4      |
| 2   | Marc Van Der Linden | Anderlecht       | 4      |
| 2   | Dorin Mateuț        | Dinamo București | 4      |
| 2   | Luc Nilis           | Anderlecht       | 4      |
| 2   | Florin Răducioiu    | Dinamo București | 4      |
| 8   | Ramón Díaz          | AS Monaco        | 3      |
| 8   | Mats Gren           | Grasshopper      | 3      |
| 8   | Mikael Martinsson   | Djurgårdens IF   | 3      |
| 8   | Gerhard Rodax       | Admira Wacker    | 3      |
| 8   | Dimitris Saravakos  | Panathinaikos    | 3      |
| 8   | Yuri Savichev       | Torpedo Moscova  | 3      |
| 8   | George Weah         | AS Monaco        | 3      |